# Alambari
23°34′0″N 47°53′10″T / 23,56667°N 47,88611°T

Vị trí của Alambari

Alambari là một đô thị ở bang São Paulo, Brasil. Đô thị này được thành lập năm 1993, có dân số (năm 2007) là 4070 người, diện tích là 159,19 km², mật độ dân số 24,5 người/km². Đô thị này nằm ở độ cao 585 m. Theo điều tra năm 2000, Alambari có chỉ số phát triển con người 0,784, tuổi thọ bình quân 68,71 năm, tỷ lệ biết đọc biết viết là 88,87% dân số, tỷ lệ sinh là 3,05 con/bà mẹ, tỷ lệ trẻ dưới 1 tuổi tử vong là 20,97 trẻ/1 triệu trẻ. 